# Лезерешть (Мошоая, Арджеш)
Лезерешть, Лезерешті (рум. Lăzărești) — село у повіті Арджеш в Румунії. Входить до складу комуни Мошоая.
Село розташоване на відстані 114 км на північний захід від Бухареста, 9 км на південний захід від Пітешть, 93 км на північний схід від Крайови, 113 км на південний захід від Брашова.

## Населення
За даними перепису населення 2002 року у селі проживали 174 особи, усі — румуни. Усі жителі села рідною мовою назвали румунську.